# Servílio (1915–1984)
Servílio de Jesús (ur. 15 kwietnia 1915 w São Félix, zm. 10 kwietnia 1984 w São Paulo) – piłkarz brazylijski, występujący podczas kariery na pozycji napastnika.

## Kariera klubowa
Karierę piłkarską Servílio zaczął w klubie Ypiranga Salvador w 1932 roku. W 1933 roku przeszedł do lokalnego rywala Galícii Salvador, w którym grał do 1938 roku. W 1938 roku przeszedł do Corinthians Paulista, w którym grał do 1949 roku. Podczas tego okresu Servílio wygrał z Corinthians trzykrotnie mistrzostwo stanu São Paulo – Campeonato Paulista w: 1938, 1939 i 1941 roku. Servílio trzykrotnie został również królem strzelców ligi stanowej w 1945, 1946 i 1947 roku. Karierę piłkarską zakończył w macierzystej Ypirandze Salvador w 1950 roku.

## Kariera reprezentacyjna
W reprezentacji Brazylii Servílio zadebiutował 14 stycznia 1942 w meczu z reprezentacją Chile podczas Copa América 1942, na którym Brazylia zajęła trzecie miejsce. Na tym turnieju Servílio wystąpił w czterech meczach z: Chile, Argentyną (bramka), Urugwajem, i Paragwajem. W 1945 roku po raz drugi uczestniczył w turnieju Copa América, na którym Brazylia zajęła drugie miejsce. Na tym turnieju Servílio wystąpił w trzech meczach z: Kolumbią, Boliwią oraz Argentyną. Mecz z reprezentacją Argentyny był ostatnim w reprezentacji. Ogółem w latach 1942–1945 Servílio wystąpił w barwach canarinhos w siedmiu meczach i strzelił 1 bramkę.